# Michel Contini
Michel Contini (Càller, 1937) és un lingüista investigador i acadèmic sard.
Nascut a Càller, va completar l'educació primària a Oristany, la secundària a Càller i va obtenir un diploma de batxillerat científic a Sàsser.
El 1958 es va mudar a Grenoble, on es va llicenciar en Llengües el 1964. L'any següent va obtenir la nacionalitat francesa.
Després de graduar-se va començar un estudi de doctorat al CNRS (1967-1970) en el qual va començar a publicar articles sobre el sard, el primer dels quals fou un estudi fonètic i fonològic del dialecte de Nughedu San Nicolò.
Els seus estudis sobre el sard van abastar les varietats de 214 pobles de l'illa, i gràcies a aquest treball va obtenir el Doctorat d'Estat (Estrasburg, 1983) amb la tesi Étude de géographie phonétique et de phonétique instrumentale du sarde, més tard publicada el 1987 per l'editorial Edizioni dell'Orso.
Més tard va esdevenir professor titular de geolingüística i fonètica i director del Centre de Dialectologia de la Universitat Stendahl de Grenoble a més de convertir-se en el director del Projecte Europeu per l'Atles Lingüístic de les Llengües Romàniques (Atlas linguistique roman ALiR), publicat a Roma per la Seca estatal i l'Institut Poligràfic, un projecte en el qual col·laboraren un total de 85 universitats i 31 investigadors d'arreu de la Romània.
El 2006 va formar part de la comissió per a la creació de la Limba Sarda Comuna, en conjunció amb Julio Angioni, Roberto Bolognesi, Manlio Brigaglia, Diegu Corràine, Giovanni Lupino, Anna Oppo, Julio Paulis, Maria Teresa Pinna Catte i Mario Puddu. Des d'un inici, s'ha declarat defensor de l'ús d'un estàndard únic per a la llengua sarda. El 2011 va començar a treballar a l'ALiMuS, Atlante Linguìsticu Multimediale de sa Sardigna (Atles Lingüístic Multimedial de Sardenya), obra que va haver de cessar el 2014.
Després de jubilar-se, continuà col·laborant en l'Atles Lingüístic Romànic (ALIR) i en l'Atlas Linguarum Europae (Atles de les Llengües d'Europa) de la UNESCO.